# Контоскалион

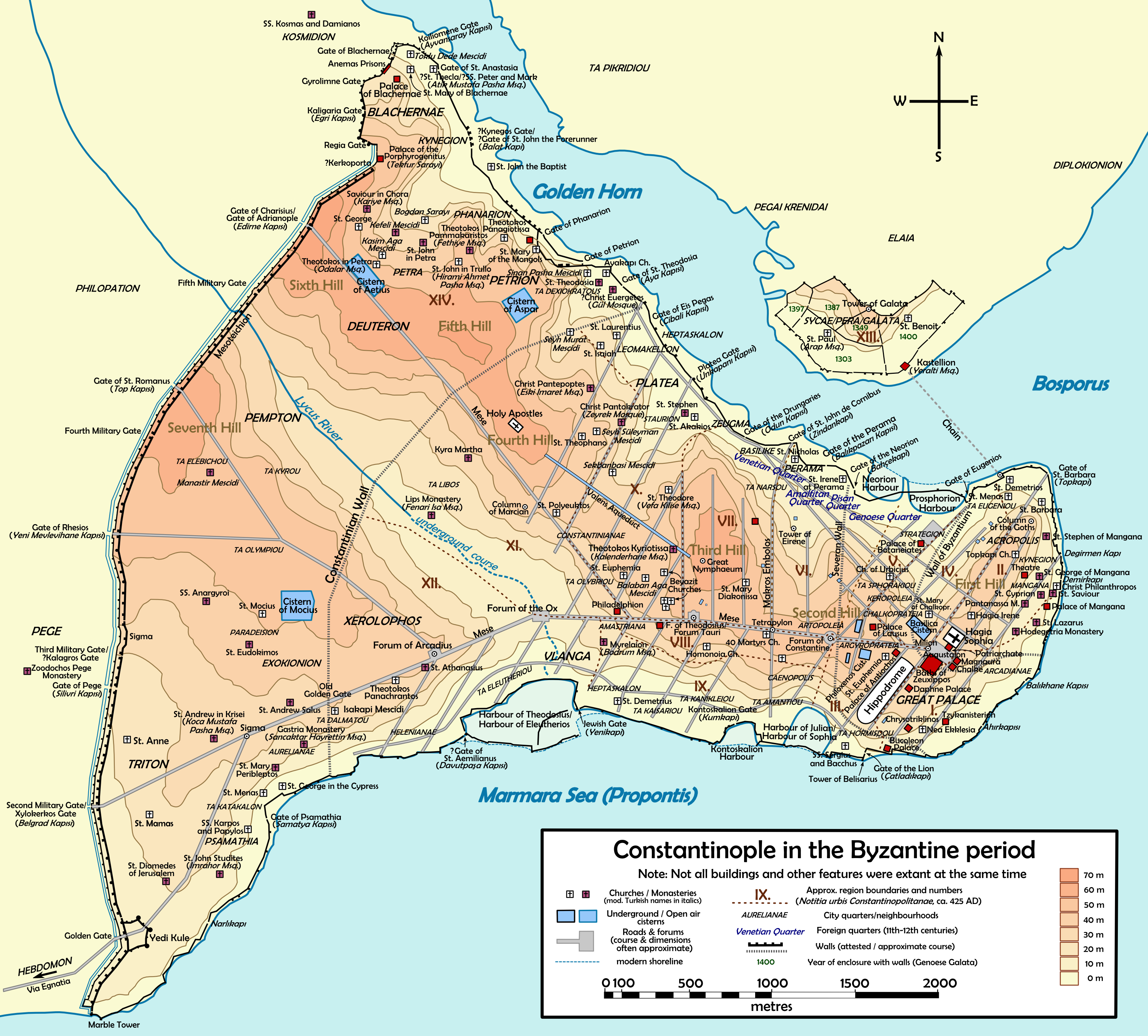
Карта византийского Константинополя. Контоскалион расположен в юго-восточной части города и называется гаванью Юлиана / Софии

Контоскалион (греч. Κοντοσκάλιον), также известный как гавань Юлиана (лат. Portus Iulianus, греч. Λιμὴν τοῦ Ἰουλιανοῦ), Portus Novus («Новый порт»), или гавань Софии (греч. Λιμὴν τῆς Σοφίας or Λιμὴν τῶν Σοφιῶν ή Σοφιανῶν), а в османские времена как Кадырга Лиманы («Гавань галер») — гавань Константинополя, действовавшая с VI века до начала османского периода. В литературе была известна под несколькими именами, и источники о ней часто противоречивы.

## Место расположения
Порт лежал в заливе Мраморного моря, всё ещё узнаваемом сегодня на плоском ландшафтном профиле, в третьем районе города, на юго-западном конце долины Ипподрома. Комплекс гавани занимал часть современных махаллей Кадырга Лиманы и Кумкапы в районе Фатих (внутри городских стен) Стамбула.

## История

### Византийский период

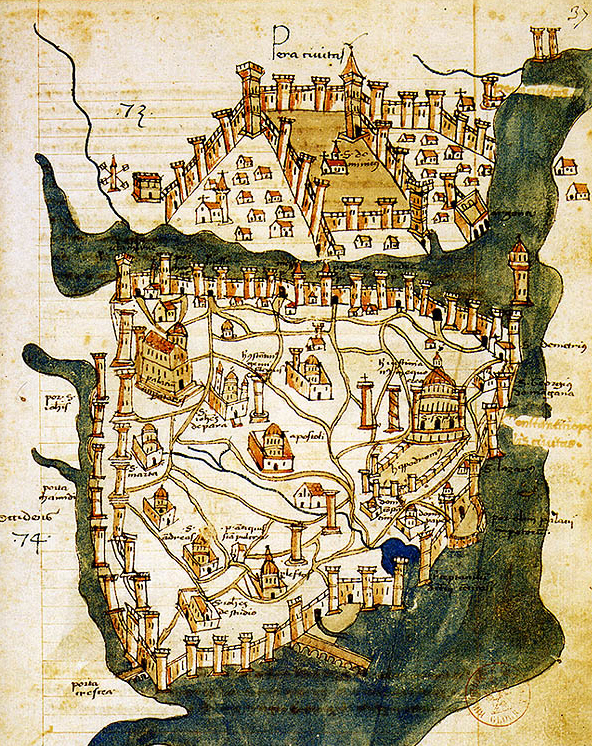
Карта Константинополя около 1420 года, согласно Кристофоро Буондельмонти. Контоскалион хорошо виден в центральной правой части карты, справа от ипподрома: полукруглый выпуклый мол защищает его от моря, а морские стены отделяют его от города

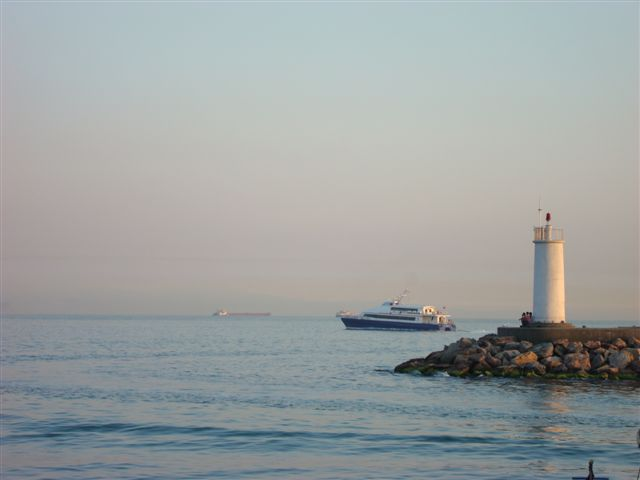
Мраморное море из Кумкапы. Отсюда византийские галеры подходили к гавани, теперь заиленной

Уже во времена правления Константина Великого (ок. 306—337) место, где позже разместилась гавань, использовалось в качестве пристани. В 362 году во время своего недолгого пребывания в столице император Юлиан (ок. 361—363) построил на берегу Пропонтиса гавань под названием Portus Novus («Новый порт») или Portus Iulianus (греч. Λιμὴν τοῦ Ἰουλιανοῦ), а также воздвиг перед ним здание в форме полумесяца под названием Sigma или Porticus Semirotunda. Это решение было принято, несмотря на множество проблем, которые повлияли на местоположение: все порты вдоль берега Мраморного моря были беззащитны перед сильными штормами, периодически вызывавшимися юго-западным ветром, Лодосом; они приносили много песка, делая необходимой периодическую дорогостоящую чистку гаваней; кроме того, проливные дожди вызывали эрозию холмов, что также приводило к заиливанию. С другой стороны, строительство гавани на южном берегу было необходимо для снабжения западных и южных районов города, слишком далёких от Золотого Рога.
Проблемы этого района усугублялись повторяющимися городскими пожарами; первый пожар, произошедший в конце IV века, частично разрушил этот район. В VI веке император Анастасий I (правил в 491—518 гг.) опустошил водоём с помощью гидравлических машин, построил мол и вычистил песчаную взвесь. Позже, возможно, при Юстиниане (ок. 527—565), часть нагрузки порта Неорион, первой гавани, построенной в городе, лежащей на Золотом Роге, была перенесена в новую гавань. После того как её повредил новый пожар в 561 году, его преемник Юстин II (ок. 565—578) примерно в 575 году провёл важные работы, снова углубив землю и расширив гавань; работы велись двумя высокопоставленными лицами, препозитом священной опочивальни Нарсесом и протовестиарием Троилосом. Перед расширенной гаванью, переименованной в «Порт Софии» (греч. Λιμὴν τῆς Σοφίας) в честь супруги Юстина, были воздвигнуты четыре статуи, представляющие Юстина, Софию, их дочь Аравию и Нарсеса.
В конце столетия гавань также приобрела военную функцию, которую она не теряла до конца, став базой византийского флота. Император Филиппик Вардан (ок. 711—713) удалил две статуи, украшающие Контоскалион, поскольку на них были пророческие надписи, которые он считал неблагоприятными. Позже император Феофил (ок. 829—842) построил арсенал около гавани, в непосредственной близости от Порта Леонис (османск. Чатлады Капы); он состоял из верфи и оружейных. Между IX и XI веками порт оставался в рабочем состоянии: в этот период авторы Patria Konstantinupoleos стали называть его также Контоскалионом, и это название в греческом языке по сей день носит квартал, лежащий к западу и известный на турецком как Кумкапы.
После конца Латинской империи гавань появляется в нескольких источниках под названием Контоскелион, что вызывает путаницу среди современных учёных. Согласно Patria, это наименование является отчеством сына некоего Агаллианоса, византийского турмарха (старшего офицера армии), носившего прозвище Контоскелес за короткие ноги, но немецкий учёный Альбрехт Бергер отвергает это как ошибку авторов Patria из-за различной этимологии этих двух слов: «Контоскалион» означает «короткий шаг или причал». Некоторые авторы, такие как Раймон Жанен, предположили, что название Контокелион (по-греч. πρὸς τὸ Βλάγκα Κοντοσκέλιον) могла носить другая гавань, расположенная в 150 м к западу от гавани Юлиана / Софии, ближе к району Вланга, но эту интерпретацию следует отклонить, поскольку несомненно, что Контоскалион был единственным используемым портом на Мраморном море до XV века. В тот период гавань сохраняла свою важную функцию: во времена династии Палеологов император Михаил VIII (ок. 1259—1282) защитил её стеной из тёсаного камня и цепью, а его преемник Андроник II (ок. 1282—1328) сделал гавань глубже и закрыл вход в неё железными воротами, защищая корабли от штормов, приходивших с Лодосом. Гавань фигурирует в энкомии императора Иоанна VIII (ок. 1425—1448), написанном в 1427 году. Из него мы знаем, что Иоанн VIII приказал ремонтировать гавань, нанимая оплачиваемых работников (среди них были и священнослужители, и монахи), а не слуг. По окончании этих работ в ней могло разместиться 300 галер. В некоторых версиях карты флорентийского путешественника Кристофоро Буондельмонти (посетившего Константинополь в 1421 году) по бокам от гавани изображён арсенал, а в отчёте испанского путешественника Перо Тафура, который видел её в 1437 году, гавань была всё ещё активна. Так продолжалось до падения Константинополя в 1453 году.

### Османский период
После завоевания города в 1462 году султан Мехмед II (ок. 1444—1446; 1451—1481) укрепил гавань, ныне известную как Кадырга Лиманы («Гавань галер»), построив несколько башен. Тем не менее, начало строительства в 1515 году нового арсенала на Золотом Роге, Терсане-и Эмире, защищённого от штормов, вызванных юго-западным ветром, и бурный рост османского военно-морского флота, вызвали упадок Кадырга Лиманы. Французский путешественник XVI века Пьер Жиль сообщает, что около 1540 года женщины, живущие в этом районе, стирали в гавани свою одежду. Однако на некоторых картах XVIII века гавань всё ещё показана в активном использовании. Конец порта был ускорен благодаря возведению мечети Нуруосмание, начатому в 1748 году, поскольку выкопанная земля частично сбрасывалась в гавань. К нашему времени гавань и арсенал давно исчезли, а место, где они находились, частично застроено.

## Описание

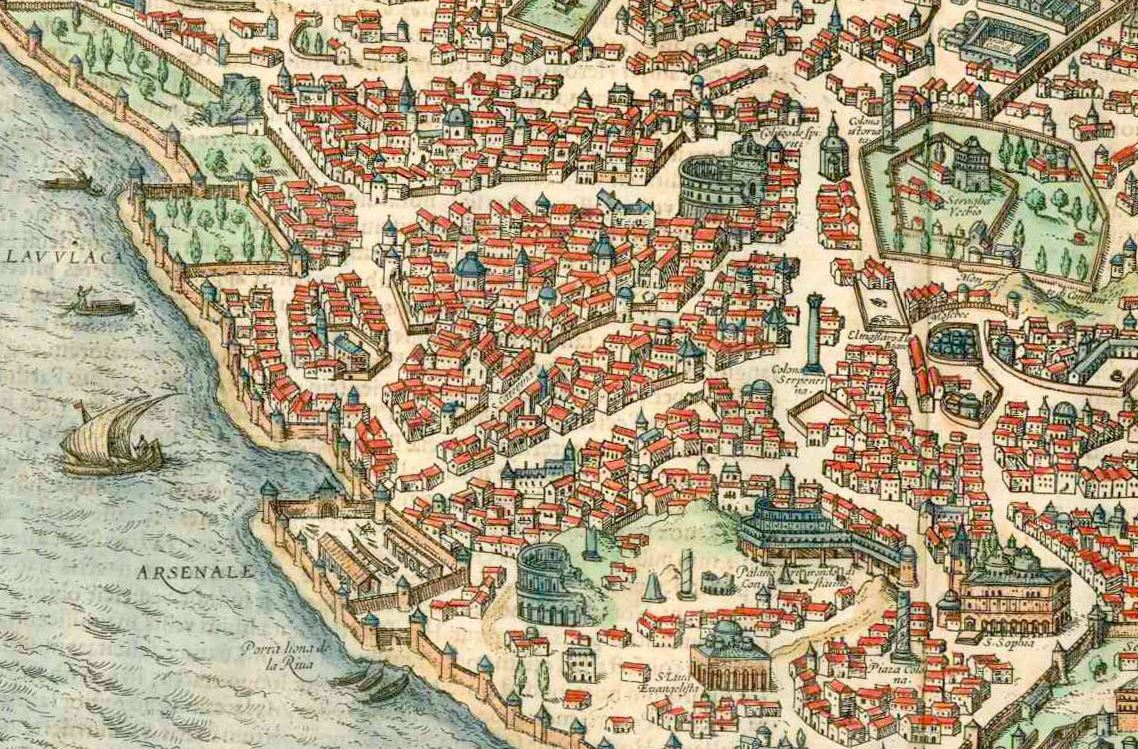
Кадырга Лиманы и её арсенал, из «Byzantium nunc Constantinopolis», Браун и Гогенберг, 1572 г.

В первом описании области, датируемом VI веком, гавань представлена как водоём, по бокам от которого стоит арсенал, окружённый стенами. Первые карты города показывают ту же ситуацию: арсенал простирается на равнине к западу от мечети Соколлу Мехмед-паши до старой морской стены Кумкапы, а водоём, защищённый молом, ограничен морскими стенами, всё ещё находившимися на месте в XIX веке.
Согласно Вольфгангу Мюллеру-Винеру, также возможно, что область арсенала первоначально была другим морским водоёмом, но от разделения Контоскалиона и Порта Софии, отображаемого на нескольких старых картах, где они представлены как отдельные гавани, следует отказаться из-за топографии района.

### Цитирование
1. 1 2 3 4 5 6 7 8 9 10  Müller-Wiener, 1977, p. 62.
2. 1 2 3  Janin, 1964.
3. 1 2  Janin, 1964, p. 225.
4. 1 2 3 4 5 6 7 8 9 10 11  Müller-Wiener, 1977, p. 63.
5. ↑  Janin, 1964, p. 228.
6. ↑  Berger, 1988, pp. 438ff..
7. 1 2 3 4  Janin, 1964, p. 232.
8. 1 2  Janin, 1964, p. 230.
9. 1 2  Janin, 1964, p. 233.